# Férfi kosárlabdatorna a 2013. évi nyári európai ifjúsági olimpiai fesztiválon
A 2013. évi nyári európai ifjúsági olimpiai fesztiválon a férfi kosárlabda mérkőzéseket július 15. és július 19. között rendezték Utrechtben.

## Érmesek
| A 2013. évi nyári európai ifjúsági olimpiai fesztivál érmesei férfi kosárlabdában | A 2013. évi nyári európai ifjúsági olimpiai fesztivál érmesei férfi kosárlabdában | A 2013. évi nyári európai ifjúsági olimpiai fesztivál érmesei férfi kosárlabdában | A 2013. évi nyári európai ifjúsági olimpiai fesztivál érmesei férfi kosárlabdában |
| --- | --- | --- | --------------------------------------------------------------------------------- |
| Arany | Ezüst | Bronz |                                                                                   |
| Szerbia · Stefan Peno · Nikola Cirkovic · Vanja Marinkovic · Stefan Kenic · Nikola Rakicevic · Vojislav Stojanovic · Slobodan Jovanovic · Aleksandar Aranitovic · Filip Anicic · Borsia Simanic · Dimitrije Spasojevic · David Milandinovic | Horvátország · Bruno Skokna · Vuk Lazic · Petar Dubelj · Dragan Bender · Franko Kapic · Nik Slavica · Toni Kumanovic · Ivica Zubac · Ante Toni Zizic · Mateo Colak · Emil Savic · Matej Gaspert | Törökország · Enes Berkay Taskiran · Cavit Ege Havsa · Bahadir Erdem · Tolga Kaan Birer · Egehan Arna · Furkan Korkmaz · Baris Ulker · Berkan Durmaz · Efe Besok · Ercan Bayrak · Yunus Emre Akcay · Omer Faruk Yurtseven |                                                                                   |

## Csoportkör

### A csoport
| Csapat        | M | Gy | V | P+  | P–  | Pk   | P |
| ------------- | - | -- | - | --- | --- | ---- | - |
| Szerbia       | 3 | 2  | 1 | 212 | 161 | +51  | 5 |
| Horvátország  | 3 | 2  | 1 | 224 | 189 | +35  | 5 |
| Franciaország | 3 | 2  | 1 | 196 | 178 | +18  | 5 |
| Olaszország   | 3 | 0  | 3 | 146 | 250 | -104 | 3 |

| július 15. | Franciaország | 72–66 | Horvátország | Utrecht |
| július 15. |               |       |              | Utrecht |

| július 15. | Olaszország | 43–86 | Szerbia | Utrecht |
| július 15. |             |       |         | Utrecht |

| július 16. | Szerbia | 60–47 | Franciaország | Utrecht |
| július 16. |         |       |               | Utrecht |

| július 16. | Horvátország | 87–51 | Olaszország | Utrecht |
| július 16. |              |       |             | Utrecht |

| július 17. | Franciaország | 77–52 | Olaszország | Utrecht |
| július 17. |               |       |             | Utrecht |

| július 17. | Szerbia | 66–71 | Horvátország | Utrecht |
| július 17. |         |       |              | Utrecht |

### B csoport
| Csapat        | M | Gy | V | P+  | P–  | Pk  | P |
| ------------- | - | -- | - | --- | --- | --- | - |
| Németország   | 3 | 3  | 0 | 204 | 151 | +53 | 6 |
| Törökország   | 3 | 2  | 1 | 183 | 141 | +42 | 5 |
| Lengyelország | 3 | 1  | 2 | 127 | 162 | -35 | 4 |
| Hollandia     | 3 | 0  | 3 | 140 | 200 | -60 | 3 |

| július 15. | Németország | 57–41 | Lengyelország | Utrecht |
| július 15. |             |       |               | Utrecht |

| július 15. | Törökország | 68–40 | Hollandia | Utrecht |
| július 15. |             |       |           | Utrecht |

| július 16. | Hollandia | 59–79 | Németország | Utrecht |
| július 16. |           |       |             | Utrecht |

| július 16. | Lengyelország | 33–64 | Törökország | Utrecht |
| július 16. |               |       |             | Utrecht |

| július 17. | Lengyelország | 53–41 | Hollandia | Utrecht |
| július 17. |               |       |           | Utrecht |

| július 17. | Törökország | 51–68 | Németország | Utrecht |
| július 17. |             |       |             | Utrecht |

## Az 5–8. helyért
| július 18. | Franciaország                        | 60–29 | Hollandia      | Utrecht |
| július 18. | (14-12, 22-8, 18-4, 6-5) Jegyzőkönyv |       |                | Utrecht |
| július 18. | Arnaud Loubaki Luc 10                | Pont  | Nene Kiameso 8 | Utrecht |

| július 18. | Olaszország                              | 61–66 | Lengyelország     | Utrecht |
| július 18. | (16-10, 15-19, 13-20, 17-17) Jegyzőkönyv |       |                   | Utrecht |
| július 18. | Lorenzo Caroti 18                        | Pont  | Michal Kolenda 21 | Utrecht |

### A 7. helyért
| július 19. | Hollandia                               | 55–67 | Olaszország                          | Utrecht |
| július 19. | (16-11, 19-19, 7-13, 13-24) Jegyzőkönyv |       |                                      | Utrecht |
| július 19. | Wouter Vos 10 Terrence Bieshaar 10      | Pont  | Lorenzo Caroti 16 Stefano Colombo 16 | Utrecht |

### Az 5. helyért
| július 19. | Franciaország                          | 52–39 | Lengyelország                      | Utrecht |
| július 19. | (17-10, 17-5, 14-14, 4-10) Jegyzőkönyv |       |                                    | Utrecht |
| július 19. | Patrick Gombauld Stéphane 10           | Pont  | Marcel Ponitka 8 Karol Majchrzak 8 | Utrecht |

## Elődöntők
| július 18. | Szerbia                                 | 73–62 | Törökország             | Utrecht |
| július 18. | (19-8, 20-21, 24-15, 10-18) Jegyzőkönyv |       |                         | Utrecht |
| július 18. | Vojislav Stojanovic 21                  | Pont  | Omer Faruk Yurtseven 17 | Utrecht |

| július 18. | Horvátország                           | 76–70 | Németország    | Utrecht |
| július 18. | (19-25, 9-16, 3-14, 15-15) Jegyzőkönyv |       |                | Utrecht |
| július 18. | Bruno Skokna 25                        | Pont  | Taras Tibor 15 | Utrecht |

## Bronzmérkőzés
| július 19. | Törökország                             | 58–57 | Németország    | Utrecht |
| július 19. | (6-14, 13-11, 15-22, 24-10) Jegyzőkönyv |       |                | Utrecht |
| július 19. | Furkan Korkmaz 29                       | Pont  | Niklas Kiel 10 | Utrecht |

## Döntő
| július 19. | Szerbia                                 | 70–57 | Horvátország    | Utrecht |
| július 19. | (20-12, 18-14, 14-22, 18-9) Jegyzőkönyv |       |                 | Utrecht |
| július 19. | Stefan Peno 14 Vojislav Stojanovic 14   | Pont  | Bruno Skokna 12 | Utrecht |

## Végeredmény
| Helyezés | Csapat        | M | Gy | V | P+  | P–  | Pk   | P |  |
| -------- | ------------- | - | -- | - | --- | --- | ---- | - |  |
| Arany    | Szerbia       | 5 | 4  | 1 | 355 | 280 | +75  | 9 |  |
| Ezüst    | Horvátország  | 5 | 3  | 2 | 357 | 329 | +28  | 8 |  |
| Bronz    | Törökország   | 5 | 3  | 2 | 303 | 271 | +32  | 8 |  |
| 4.       | Németország   | 5 | 3  | 2 | 331 | 285 | +46  | 8 |  |
|          |               |   |    |   |     |     |      |   |  |
| 5.       | Franciaország | 5 | 4  | 1 | 308 | 246 | +62  | 9 |  |
| 6.       | Lengyelország | 5 | 2  | 3 | 232 | 275 | -43  | 7 |  |
| 7.       | Olaszország   | 5 | 1  | 4 | 274 | 371 | -97  | 6 |  |
| 8.       | Hollandia     | 5 | 0  | 5 | 224 | 327 | -103 | 5 |  |